# Gerard Volkersz
Gerard Volkersz (Lisse, 1919 – Johannesburg, 1994) was marineman, Engelandvaarder en vliegenier. Hij had de Nederlandse en Zuid-Afrikaanse nationaliteit.
Gerard Volkersz werd op 15 mei 1919 in Lisse geboren als zoon van ir. Kornelius Volkersz, die in 1912 de Rijkstuinbouwschool in Lisse had opgericht. Gerard zat in Leiden op de middelbare school. Daarna ging hij naar de Zeevaartschool in Delfzijl. In september 1939 kwam hij bij de Marine Luchtvaartdienst op Vliegveld de Kooy.

## Oorlogsjaren
Na de meidagen van 1940 werd hij als krijgsgevangene naar de marinebarakken in Amsterdam gebracht. Nadat hij weer was vrijgelaten, vertrok hij naar Engeland. Vanaf 1 oktober 1941 diende hij bij de RAF. Hij kreeg een vliegersopleiding op de Havilland School of Flying in Hertfordshire en het RAF College Cranwell.
Na zijn training werd hij uitgestuurd naar Gibraltar. In de zomer van 1943 nam hij deel aan de invasie van Sicilië. Hij was commandant van de squadrons die vanaf de HMS Indomitable de landingen op het strand van Salerno in september 1943 verzorgden en ontving twee Mentioned in Dispatches. Daarna ging hij met de HMS Hunter naar Noord-Ierland.
In januari 1944 kwam hij bij het 322 Dutch Squadron RAF op vliegveld RAF North Weald. Hij werd ingedeeld bij 1847 Squadron in Eglinton en vertrok met de HMS Furious om het Duitse slagschip Tirpitz aan te vallen. De aanval richtte schade aan en er vielen ongeveer 100 doden, maar het schip kon hersteld worden. Op 25 juni vertrok hij met de HMS Indefatigable met hetzelfde doel. De tweede keer werd meer schade toegebracht, maar het werd niet tot zinken gebracht.
Op 30 juli 1944 werd Volkersz instructeur op de FAA Fighterschool.
Officier-vlieger 2e klasse G. Volkersz ontving bij Koninklijk Besluit van 2 juni 1945 No.6 het Vliegerkruis voor zijn oorlogsvluchten vanaf vliegdekschepen.

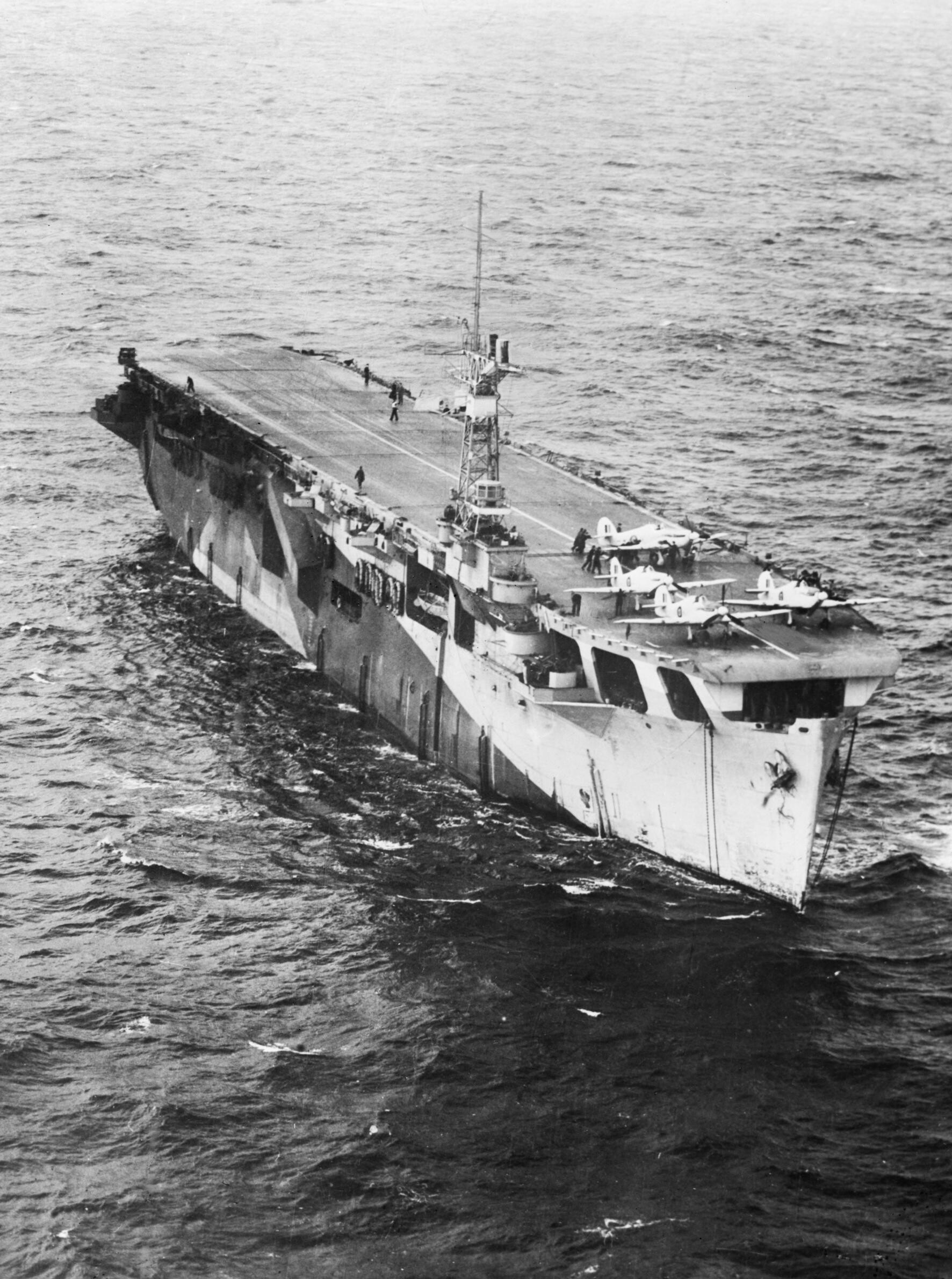
Karel Doorman
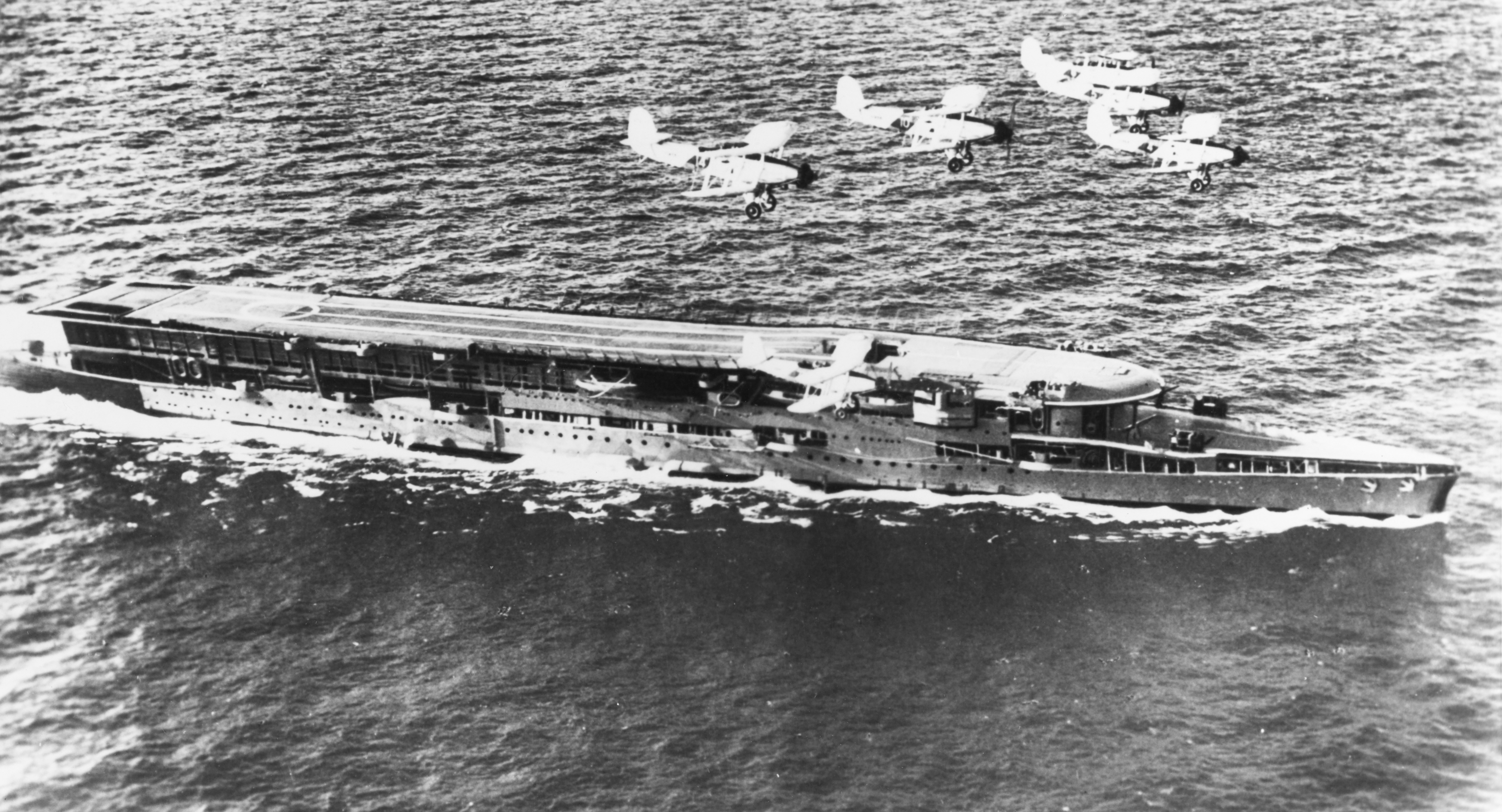
HMS Furious
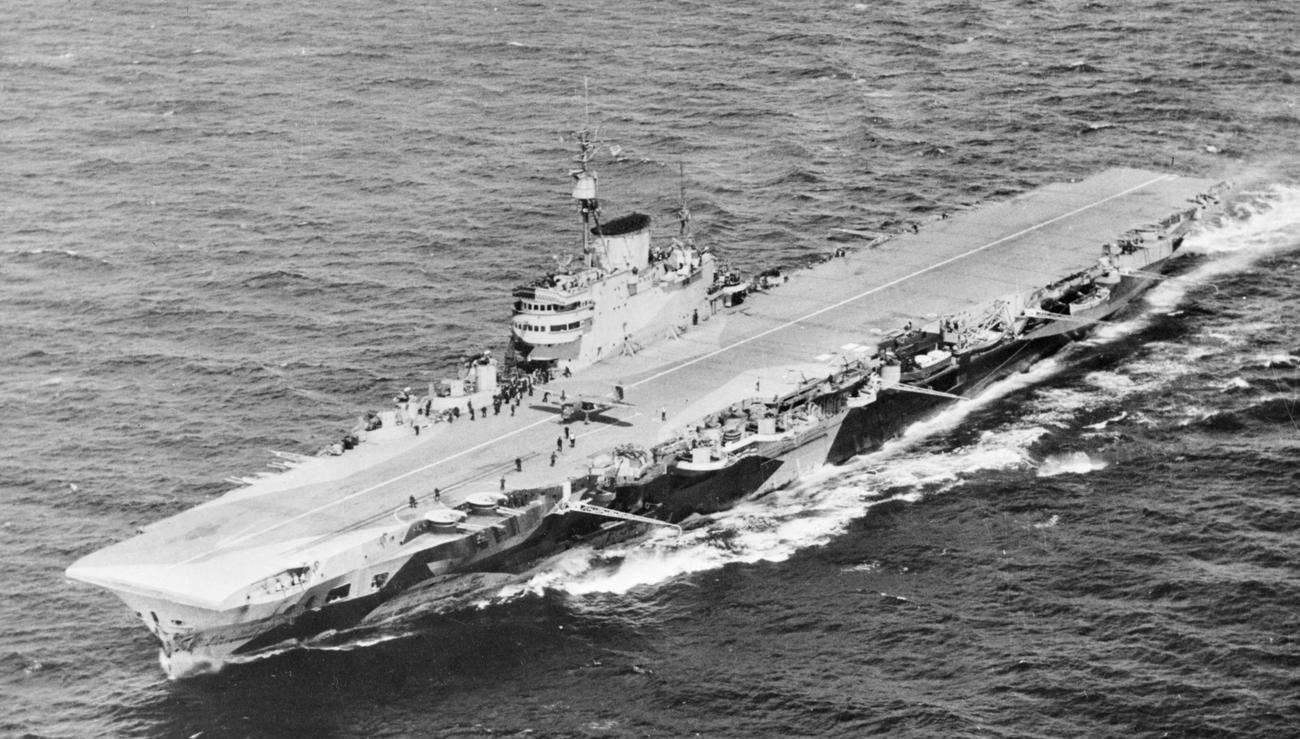
HMS Indefatigable

## Na de Tweede Wereldoorlog
In juni 1945 volgde hij een cursus Fighter Air Combat aan de FAA School of Warfare waarna hij naar Australië zou worden gestuurd. Dit ging niet door vanwege het einde van de Japanse vijandigheden. Hij werd in Londen staf-officier op het hoofdkwartier van de Koninklijke Marine.
In februari 1946 werd hij commandant van 860 Squadron. In augustus 1946 ging hij met de nieuwe Hr.Ms. Karel Doorman naar Nederlands-Indië waar hij op 12 oktober in Batavia aankwam. Er waren 15 Fireflies aan boord die onder zijn gezag naar vliegveld Kemajoran werden gebracht. Daarna werden de vliegers per Catalina vliegboot terug naar de Karel Doorman gebracht om ook Fireflies naar Batavia te brengen.
Zuid-Afrika
Volkersz emigreerde in 1952 naar Zuid-Afrika en bleef vliegen. Hij begon een sproei- en luchtfotografiebedrijf.

## Gezin
Gerard Volkersz was tweemaal getrouwd. Zijn eerste echtgenote, Veronica May Innes, was Engelse pilote tijdens de oorlog. Met zijn tweede echtgenote kreeg hij drie kinderen: twee zonen (de een jong gestorven en de ander als piloot gesneuveld boven Namibië) en een dochter.
Hij overleed op 9 augustus 1994.